# 5385 Kamenka
Az 5385 Kamenka (ideiglenes jelöléssel 1975 TS3) a Naprendszer kisbolygóövében található aszteroida. Ljudmila Ivanovna Csernih fedezte fel 1975. október 3-án.